# Jugoslavien i olympiska vinterspelen 1980
Jugoslavien deltog med 15 deltagare vid de olympiska vinterspelen 1980 i Lake Placid. Ingen av landets deltagare erövrade någon medalj.